# Choroterpes
Genre
Choroterpes est un genre d'insectes appartenant à l'ordre des éphéméroptères et à la famille des Leptophlebiidae.

## Liste d'espèces
Selon ITIS (29 avr. 2010) :
- Choroterpes albiannulata  McDunnough, 1924
- Choroterpes basalis  (Banks, 1900)
- Choroterpes inornata  Eaton, 1892
- Choroterpes nervosa  Eaton, 1892
- Choroterpes terratoma  Seemann, 1927
- Choroterpes ungulus  Lugo-Ortiz & McCafferty, 1996
- Choroterpes vinculum  Traver, 1947

Noms en synonymie
- Choroterpes elegans Barber-James, 2003, un synonyme de Euthraulus elegans, une espèce trouvée en Namibie